# Efeito Unruh
O efeito Unruh é uma previsão da teoria quântica de campos, segundo a qual um observador acelerado irá perceber um banho térmico, semelhante à radiação de corpo negro, enquanto um outro observador em repouso inercial não irá observar nenhum. Em outras palavras, o observador acelerado vai se encontrar em um ambiente mais aquecido. O estado quântico que é visto como um estado estático pelo observador inercial, é visto como um equilíbrio termodinâmico pelo observador uniformemente acelerado.

## Teoria
Unruh demonstrou que mesmo a noção de vácuo depende do caminho que o observador percorre pelo espaço-tempo. Do ponto de vista do observador acelerado, o vácuo do observador inercial vai se assemelhar a um estado contendo várias partículas em um equilíbrio térmico – um gás aquecido. Apesar do Efeito Unruh parecer não intuitivo, faz perfeito sentido se a ideia de vácuo for corretamente interpretada.
Na física moderna o conceito de vácuo não é o mesmo que "espaço-vazio", como tudo mais no espaço é preenchido por campos quânticos que formam o universo. O vácuo é simplesmente o menor estado de energia possível deste campo.
Segundo a teoria da relatividade restrita, dois observadores se movendo relativamente em sentidos opostos devem utilizar diferentes coordenadas de tempo. Se estes observadores estiverem acelerados eles também deverão utilizar diferentes coordenadas espaciais. Cada um dos observadores irá enxergar diferentes estados quânticos e diferentes vácuos.
Em alguns casos, o vácuo de um observador não é sequer no espaço do espaço quântico do outro observador. Em termos técnicos, isto é por causa dos dois vácuos levarem a representações completamente diferentes do campo quântico.
A existência da radiação de Unruh pode ser referenciada para o horizonte de eventos, colocando-se no mesmo esboço conceitual da radiação Hawking. Por outro lado, o efeito Unruh mostra que a definição do que constitui uma partícula depende do estado inercial do observador.
O efeito Unruh é um mecanismo intrínseco da teoria quântica de campos, sendo necessário, por exemplo, para a obtenção correta do limite clássico de alguns fenômenos quânticos e a conexão desses fenômenos entre os pontos de vista de observadores inerciais e acelerados. Além disso, é necessário para explicar corretamente o próprio efeito Hawking e a consequente energia divergente percebida por um observador estático fora de um buraco negro.

## Temperatura Unruh
A temperatura de Unruh é a temperatura efetiva experimentada por um detector uniformemente acelerado em um campo de vácuo, dada por:
{\displaystyle T={\frac {\hbar a}{2\pi ck_{\mathrm {B} }}},}
onde ħ é a  constante de Planck reduzida, a é a aceleração local, c é a velocidade da luz, e kB é a  constante de Boltzmann. Dessa forma, por exemplo, uma aceleração própria de 2.47×1020 m·s-2 corresponde aproximadamente a uma temperatura de 1 K. Inversamente, uma aceleração de 1 m·s-2 corresponde a uma temperatura de 4.06×10−21 K.
A temperatura de Unruh tem a mesma forma da temperatura de Hawking TH = ⁠ħg/2πckB⁠ para um buraco negro. Tal expressão foi obtida por Stephen Hawking de maneira independente por volta da mesma época. Por isso, tais equações são referenciadas também como Temperatura de Hawking–Unruh.